# Людина, що знала надто багато (фільм, 1956)
«Людина, що знала надто багато» ("Чоловік, що забагато знав", англ. The Man Who Knew Too Much) — американський фільм режисера Альфреда Гічкока з використанням технології «техніколор», що вийшов на екрани в 1956 році. Це кольоровий ремейк однойменного фільму 1934 року, знятий за оповіданням Чарльза Беннетта і Віндхема Левіса. Премія «Оскар» за пісню «Що має бути, того не минути» (Que Sera, Sera (Whatever Will Be, Will Be)).

## Сюжет
В центрі фільму — звичайне американське сімейство: лікар Бенджамін Маккенна, його дружина Джо (відома в минулому співачка) і син Генк. Дорогою з Європи до США вони заїжджають на відпочинок у Марокко, де випадково знайомляться із загадковим французом Луї Бернаром і британським подружжям на прізвище Дрейтон. Під час прогулянки ринковою площею сімейну ідилію перериває поява араба, пораненого в спину кинджалом. Маккенни впізнають в ньому переодягненого Бернара. Він підбігає до лікаря і перед смертю встигає прошепотіти йому на вухо, що скоро в лондонському Альберт-холі буде скоєно вбивство.
Після цього Маккенн виявляється в становищі людини, яка «надто багато знає» і не може нічого розповісти поліції: невідомі беруть в заручники його сина, погрожуючи вбити його, якщо батько заговорить. Тепер подружжя має одночасно вирішувати два завдання — знайти сина і запобігти вбивству в Альберт-холі.

## У ролях
- Джеймс Стюарт — доктор Бенджамін Маккенна (Бен)
- Доріс Дей — Джозефін Конвей Маккенна (Джо)
- Бренда Де Бензі — Люсі Дрейтон
- Бернард Майлз — Едвард Дрейтон
- Ральф Труман — інспектор Б'юкенен
- Даніель Желен — Луї Бернар
- Крістофер Олсен — Генрі Маккенна (Генк)
- Керолін Джонс — Сінді Фонтейн
- Волтер Готелл — гвардієць (в титрах не вказаний)
- Гілларі Брук — Джан Петерсон

## Знімальна група
- Режисер — Альфред Гічкок
- Продюсер — Альфред Гічкок, Герберт Коулмен
- Сценарист — Джон Майкл Гейс
- Оператор — Роберт Беркс
- Композитор — Бернард Геррманн

## Цікаві факти
Гічкок зробив другий фільм на 40 хвилин довшим за перший і переніс зав'язку з Швейцарських Альп на північ Африки. Як і в першій версії, велику роль у розвитку сюжету грає музика, зокрема, пісня «Whatever Will Be, Will Be (Que Sera, Sera)» у виконанні Доріс Дей. Автори пісні Джей Лівінгстон і Рей Еванс отримали за неї премію «Оскар». Кульмінаційна сцена сюжету в Альберт-холі, протягом 12 хвилин супроводжується акомпанементом класичної музики, а в кадрі не вимовляється жодного слова. Диригента грає Бернард Геррманн, який написав музику до фільму. Камео Альфреда Гічкока — один із глядачів акробатичної вистави на ринку в Марракеші перед убивством француза (його видно лише зі спини).
Фільм демонструвався в конкурсній програмі Каннського фестивалю 1956 року. Між шанувальниками Гічкока не вщухає суперечка про те, який фільм вдався режисерові більше — 1934 або 1956 року. На питання Франсуа Трюффо сам Гічкок відповів., що вважає кращим рімейк, бо це робота професіонала, а не «обдарованого аматора», яким він був за 30 років до цього.